# Французско-бретонская война
Французско-бретонская война 1487—1491 — война между Французским королевством и Бретонским герцогством. Её причиной стало отсутствие законных наследников мужского пола у бретонского герцога Франциска II. Герцог не желал, чтобы его дочь и наследница Анна вышла замуж за французского короля Карла VIII, так как это привело бы к присоединению герцогства к Франции. Как следствие, Франциск II искал такого зятя, чтобы он смог противостоять могущественному соседу.

## Предыстория
В 1481 году Анна (в 4-летнем возрасте) была помолвлена с английским принцем Эдуардом, сыном английского короля Эдуарда IV. Однако после смерти своего отца Эдуард V был заключен в Тауэр своим дядей Ричардом III и вскоре пропал без вести. Бесплодными оказались попытки найти другого жениха из числа английских или германских принцев. Враждебность между Бретонским герцогством и Французским королевством привела к войне между ними в 1485—1488 годах, получившей название Безумной. Победителем из неё вышел Карл VIII Французский, в результате по условиям договора, заключенного в Верже, бретонский герцог обязался не выдавать Анну замуж без согласия французского короля.

## Обстоятельства войны
В 1488 году Франциск II скончался, и 11-летняя Анна стала герцогиней. В 1489 году началась новая война между Французским королевством и Бретонским герцогством. В нарушение договора, заключенного в Верже, советники Анны поспешили выдать её (заочно) замуж за короля Германии Максимилиана Габсбурга, будущего германского императора. Однако Максимилиан, занятый войной в Венгрии, не смог оказать действенной помощи жене.

## Итоги войны
В результате войны Карл VIII одержал победу и женился на Анне. Бретонское герцогство сначала де-факто, а позднее и де-юре было присоединено к Французскому королевству.